# Djalil Huseynov
 (septembre 2023).
Pour les articles homonymes, voir Huseynov.
Djalil Huseynov (en azéri : Cəlil Qafar oğlu Hüseynov ; né le 1er avril 1957) est un peintre azerbaïdjanais, professeur, Artiste du peuple d'Azerbaïdjan (2005)

## Biographie
Djalil Gafar oghlu Huseynov est né le 1er avril 1957. En 1973-1977, il étudie à l'École d'art Azim Azimzade de l'État d'Azerbaïdjan et, en 1977-1982, à l'Institut national des arts de Kharkiv, avec une spécialisation en peinture monumentale. Depuis 1983, il est membre de l'Union des artistes de l'URSS.
De 1982 à 2000, il travaille comme enseignant, directeur d'école, professeur agrégé, chef de département et doyen à l'Université d'État de la culture et des arts d'Azerbaïdjan. En 2000-2010, il est vice-recteur de l'Académie des beaux-arts d'Azerbaïdjan pour les affaires éducatives.
Djalil Huseynov est auteur de projets architecturaux depuis 1986. Il est l'auteur d'œuvres monumentales et de projets architecturaux dans plusieurs régions de la Turquie et de l’Azerbaïdjan.
Depuis 1982, l'artiste participe à diverses expositions nationales et internationales. Ses œuvres sont exposées aux États-Unis, en France, en Allemagne, en Russie, en Turquie, en Iran, en Géorgie, en Syrie, aux Émirats arabes unis, en Ukraine et dans d'autres pays. Un certain nombre de ses œuvres sont conservées au Musée national d'art d'Azerbaïdjan et au Musée d'art moderne de Bakou, ainsi que dans des collections privées.

## Distinctions
- Artiste émérite d'Azerbaïdjan — 30 mai 2002
- Artiste du peuple d'Azerbaïdjan — 28 décembre 2005